# Поклепович, Станко
Станко Поклепович (хорв. Stanko Poklepović; 19 апреля 1938 или 18 апреля 1938, Сплит — 24 декабря 2018, Сплит) — хорватский футболист и футбольный тренер.

## Карьера
Станко Поклепович играл в Югославии за хорватский клуб «Сплит» из его родного города с конца 1950-х до начала 1970-х годов.
В 1984 году Поклепович был назначен главным тренером сплитского «Хайдука», ставшего вторым в чемпионате Югославии в первом же сезоне его работы на этом посту. В розыгрыше Кубка УЕФА 1985/86 «Хайдук» под руководством Поклеповича дошёл до четвертьфинала.
С 1987 по 1991 год Поклепович работал главным тренером в черногорской «Будучности», боснийском «Бораце» и кипрском «АПОЭЛе». В 1991 год он вернулся в «Хайдук», с которым выиграл первый национальный чемпионат после обретения Хорватией независимости. В 1992 году Поклепович был главным тренером сборной Хорватии. Но под его руководством хорваты выиграли лишь 1 матч (у Мексики), свели 1 вничью и 2 проиграли в Австралии местной национальной сборной). Все встречи носили товарищеский характер.
В 1994 году Поклепович перебрался в Иран, где сначала возглавлял сборную этой страны, а затем — тегеранский клуб «Персеполис», который при нём дважды выигрывал национальный чемпионат.
В 1998 году Поклепович стал главным тренером хорватского «Осиека», приведя его к победе в Кубке Хорватии, первому трофею в истории клуба. Впоследствии он без особых успехов работал с венгерским «Ференцварошом», иранскими «Сепаханом» и «Дамаш Гиланом». В 2010 и 2015 годах Поклепович некоторое время вновь возглавлял «Хайдук».

## Достижения

### В качестве тренера
«Хайдук» Сплит
- Чемпион Хорватии (1): 1992
- Обладатель Кубка Хорватии (1): 2009/10
- Обладатель Суперкубка Хорватии (1): 1992

«Осиек»
- Обладатель Кубка Хорватии (1): 1998/99

«Персеполис»
- Чемпион Ирана (2): 1995/96, 1996/97